# 1990 год в авиации
Список событий в авиации в 1990 году.

## События
- 29 марта — первый полёт пассажирского самолёта Ил-114 (экипаж В. С. Белоусова).[1]
- 31 марта — первый полёт лёгкого коммерческого многоцелевого четырёхместного вертолёта Robinson R44.
- 13 апреля — первый полёт фронтового бомбардировщика Су-34[2].
- 29 сентября — первый полёт прототипа американского многоцелевого истребителя пятого поколения F-22.[3]

## Рекорды, перелёты
- 3 мая — на самолёте Ту-142ЛЛ были выполнены два полёта и установлены три мировых рекорда: набор высоты 6000 м за 4 мин 23 сек, 9000 м — 6 мин 3,5 сек, практический потолок — 12 530 м.

### Без точной даты
- Военно-воздушные силы ГДР прекратили своё существование с объединением Германии.

## Персоны

### Скончались
- 4 марта — Коккинаки, Константин Константинович, советский лётчик, лётчик-испытатель, Герой Советского Союза. Младший брат известного лётчика Владимира Константиновича Коккинаки.
- 4 марта — Маргелов, Василий Филиппович, советский военачальник, командующий воздушно-десантными войсками в 1954—1959 и 1961—1979 годах, Герой Советского Союза (1944), лауреат Государственной премии СССР.
- 29 октября — Алелюхин, Алексей Васильевич, лётчик-истребитель, дважды Герой Советского Союза. Один из ведущих асов 8-й воздушной армии.
- 22 декабря — Речкалов, Григорий Андреевич, дважды Герой Советского Союза, лётчик-истребитель, генерал-лейтенант.